# Choerophryne allisoni
Choerophryne allisoni és una espècie de granota de la família Microhylidae que viu a Papua Nova Guinea.